# Wer nicht fragt, stirbt dumm!
Wer nicht fragt, stirbt dumm! ist eine französische Serie des Senders ARTE. Die Animationsreihe basiert auf dem Blog Tu mourras moins bête der französischen Comiczeichnerin Marion Montaigne.
Die erste Staffel der Serie wurde 2015 produziert und Anfang 2016 in deutscher Sprache erst ausgestrahlt. Die zweite Staffel folgte vom 7. September bis 5. Dezember 2017. Die deutschsprachige Erstausstrahlung der dritten Staffel begann am 3. März 2020 und endete – bis auf eine letzte einzelne Folge am 6. September – am 26. Juni 2020. Die Veröffentlichung erfolgte zeitgleich bei YouTube. Die vierte Staffel wurde am 26. Mai 2025 auf arte.tv veröffentlicht und seit 2. Juni 2025 auf arte ausgestrahlt.

## Handlung
In den Geschichten findet der allwissende Professor Schnauzbart Antworten auf kuriose Fragen aus der Welt der Wissenschaft. Dabei wird er unterstützt von seinem Freund und Mitbewohner Nathanaël. Jede Folge beginnt mit der Frage, die in das Thema einführt. Diese wird in einem Chat direkt an Professor Schnauzbart gestellt, von verschiedenen Usern die mit Namen und Bild zu sehen sind. Bei der Beantwortung der Frage springt die Handlung oft zwischen der Wohnung der beiden Protagonisten und anderen Orten. Oft werden bei der Beantwortung Berühmtheiten als Beispiele herangezogen. 

## Synchronsprecher
Die Synchronarbeit wird von Christa Kistner Synchronproduktion durchgeführt, die Dialogregie führt Olaf Mierau aus.
| Sprecher       | Synchronsprecher | Rolle                 |
| -------------- | ---------------- | --------------------- |
| François Morel | Michael Pan      | Professor Schnauzbart |

## Episodenliste
| Folge | Staffel | Episode | Deutscher Titel                                         | Französischer Titel                                   |
| ----- | ------- | ------- | ------------------------------------------------------- | ----------------------------------------------------- |
| 1     | 1       | 1       | Immunologie                                             | L'immunologie                                         |
| 2     | 1       | 2       | Liebling, ich habe die Kinder geschrumpft               | Chérie, j'veux rétrécir les gosses                    |
| 3     | 1       | 3       | Angst vorm Fliegen                                      | La peur en avio                                       |
| 4     | 1       | 4       | Wann gehen Laserschwerter in Serie?                     | À quand le sabre laser?                               |
| 5     | 1       | 5       | Der Sprung von der Golden Gate Bridge                   | Le saut du Golden Gate                                |
| 6     | 1       | 6       | Im Schlaf eine Spinne verschlucken                      | Avaler une araignée en dormant                        |
| 7     | 1       | 7       | Die Kopftransplantation                                 | Greffer une tête sur un corps                         |
| 8     | 1       | 8       | Sich unsichtbar machen                                  | Petite leçon d’hobbitologie                           |
| 9     | 1       | 9       | Meine Freundin liebt ein Pony                           | Ma copine veut épouser un poney                       |
| 10    | 1       | 10      | Das Higgs-Boson                                         | Le boson de Higgs, quèsaco?                           |
| 11    | 1       | 11      | Kryokonservierung                                       | La cryogénisation c'est pour quand?                   |
| 12    | 1       | 12      | Verhaltensforschung bei Tieren                          | L'ophtalmologie chez les animaux                      |
| 13    | 1       | 13      | Kleine Waffenkunde                                      | Aux armes, etc.                                       |
| 14    | 1       | 14      | Wie funktioniert ein Atomkraftwerk?                     | Comment ça marche une centrale nucléaire?             |
| 15    | 1       | 15      | Geniale Wissenschaftler                                 | Études scientifiques improbables                      |
| 16    | 1       | 16      | Auswirkungen von Alkohol                                | L'alcool c'est bon, mais pas pour la santé            |
| 17    | 1       | 17      | Mit dem Fahrstuhl ins Weltall?                          | L'ascenseur spatial, c'est pour quand?                |
| 18    | 1       | 18      | Auf Reise wie die Aliens?                               | Quand pourrons-nous voyager comme dans „Alien“ ?      |
| 19    | 1       | 19      | Was ist eine Nahtoderfahrung?                           | C'est quoi une „Near Death Experience“?               |
| 20    | 1       | 20      | Tun Schussverletzungen weh?                             | Blessures par balles, ça fait mal?                    |
| 21    | 1       | 21      | Warum träumen wir?                                      | À quoi servent les rêves?                             |
| 22    | 1       | 22      | Warum sind Jugendliche so schlapp?                      | Pouquoi les ados sont-ils mous?                       |
| 23    | 1       | 23      | Wann gibt es einen Terminator?                          | Terminator, c'est pour quand?                         |
| 24    | 1       | 24      | Nicht ohne meine Milben!                                | Jamais sans mes acariens!                             |
| 25    | 1       | 25      | Die hartnäckigen Fette                                  | Perdre son gras, pas une mince affaire!               |
| 26    | 1       | 26      | Tiere treiben's tierisch                                | Les animaux s’aiment comme des bêtes                  |
| 27    | 1       | 27      | Hundefuttertest                                         | Pâtée pour chiens                                     |
| 28    | 1       | 28      | Überarbeitete Genies                                    | Les chercheurs surmenés                               |
| 29    | 1       | 29      | Hatten die Dinos Federn?                                | Les dinosaures avaient-ils des plumes?                |
| 30    | 1       | 30      | Das Sexualleben bei Menschen und Affen                  | Évolution sexuelle de l’homme                         |
| 31    | 2       | 1       | Eine Frage des Gehirns                                  | Le cerveau de Lucy                                    |
| 32    | 2       | 2       | Plazenta-Kannibalismus                                  | Placentophagie                                        |
| 33    | 2       | 3       | Ihr Freund und Helfer                                   | Les stups dans les films                              |
| 34    | 2       | 4       | Vom Winde verweht                                       | Autant en emporte le vent                             |
| 35    | 2       | 5       | Darth Vader Melancholia                                 | La triste vie de Darth Vader                          |
| 36    | 2       | 6       | Schwer verdaulich                                       | Peut-on être digéré vivant?                           |
| 37    | 2       | 7       | Die Hölle: das sind die Anderen                         | La foule: l'enfer, c'est les autres                   |
| 38    | 2       | 8       | Risiko Feuchtgebiete                                    | Les lunettes de la peur                               |
| 39    | 2       | 9       | Astrophysik oder Das Ende der Welt                      | Astrophysicien, c'est bien                            |
| 40    | 2       | 10      | Reise zum Mittelpunkt der Erde                          | Voyage au centre de la Terre                          |
| 41    | 2       | 11      | Verdorbene Tiere                                        | Animaux dépravés                                      |
| 42    | 2       | 12      | Freudianische Phasen                                    | Stades freudiens                                      |
| 43    | 2       | 13      | Weltraumkoller                                          | Folie spatiale                                        |
| 44    | 2       | 14      | Gandalfs Fallbeispiel                                   | La science gandalphique                               |
| 45    | 2       | 15      | Acne vulgaris                                           | Dermatologie                                          |
| 46    | 2       | 16      | Wie trieben es die Dinosaurier?                         | L'amour jurassique                                    |
| 47    | 2       | 17      | Trügerisches Gedächtnis                                 | Comment fonctionne la mémoire des visages?            |
| 48    | 2       | 18      | Baumgartners Supercruise                                | Felix Baumgartner franchit le mur du son              |
| 49    | 2       | 19      | Das Problem mit der Schwerkraft                         | Vol parabolique                                       |
| 50    | 2       | 20      | Helden im OP                                            | Les séries médicales à la télé                        |
| 51    | 2       | 21      | Männer auf öffentlichen Toiletten                       | Des urinoirs et des hommes                            |
| 52    | 2       | 22      | Teleportation                                           | Téléportation                                         |
| 53    | 2       | 23      | Wer schön sein will, muss leiden                        | La cosmétique                                         |
| 54    | 2       | 24      | Glücklose Wissenschaftler                               | Les scientifiques malchanceux                         |
| 55    | 2       | 25      | Wie funktionieren Gesichtstransplantationen?            | Greffe de visages                                     |
| 56    | 2       | 26      | Darwins wahre Geschichte                                | Darwin                                                |
| 57    | 2       | 27      | Kleine Impfkunde                                        | Vaccinologie                                          |
| 58    | 2       | 28      | Sind Zeitreisen denkbar?                                | Voyage dans le temps                                  |
| 59    | 2       | 29      | Crashtests                                              | La biomécanique                                       |
| 60    | 2       | 30      | Wohin mit einem toten Astronauten?                      | Que faire d'un cadavre spatial?                       |
| 61    | 2       | 31      | Verstrahlte Superhelden                                 | S'irradier au ciné                                    |
| 62    | 2       | 32      | Der Hodensack                                           | Briller en société avec le plexus coeliaque           |
| 63    | 2       | 33      | Was tut ein forensischer Entomologe?                    | Entomologie forensique                                |
| 64    | 2       | 34      | Warum sabbern Babys?                                    | La bave                                               |
| 65    | 2       | 35      | Turbulenzen                                             | Les turbulences                                       |
| 66    | 2       | 36      | Das Fossil Donald Trump                                 | Comment devenir un beau fossile?                      |
| 67    | 2       | 37      | Kann man unter Wasser atmen?                            | Respirer sous l'eau                                   |
| 68    | 2       | 38      | Tiermimik                                               | Expression des animaux                                |
| 69    | 2       | 39      | Total gedopt                                            | Tous dopés                                            |
| 70    | 2       | 40      | Schwule Tiere                                           | Les animaux gays                                      |
| 71    | 3       | 1       | Mais auf dem Mars?                                      | Incompétence interstellaire                           |
| 72    | 3       | 2       | Antike Anatomie                                         | Anatomie antique                                      |
| 73    | 3       | 3       | Was ist ein narzisstischer Perverser?                   | Pervers narcissique                                   |
| 74    | 3       | 4       | Fruchtfliegen-Blues                                     | Blues de mouche                                       |
| 75    | 3       | 5       | Zukunft laut Tom Cruise                                 | Le futur selon Tom Cruise                             |
| 76    | 3       | 6       | Was ist eine Fäkaltherapie?                             | Neurones gastriques                                   |
| 77    | 3       | 7       | Challenge für den Weihnachtsmann                        | La physique du Père Noël                              |
| 78    | 3       | 8       | Erektion für Ladys?                                     | Le désir féminin                                      |
| 79    | 3       | 9       | Wie geht Menstruation?                                  | 28 jours plus tard                                    |
| 80    | 3       | 10      | Wie entsteht eine Erektion?                             | Zobologie                                             |
| 81    | 3       | 11      | Gibt es auch Brief-Raben?                               | Corbeaux voyageurs                                    |
| 82    | 3       | 12      | Was ist ein Ig-Nobelpreis?                              | Les Ig-Nobels                                         |
| 83    | 3       | 13      | Warum gibt es keine Fallschirme in Passagierflugzeugen? | Des parachutes !                                      |
| 84    | 3       | 14      | Fleißig wie eine Biene?                                 | La paresse                                            |
| 85    | 3       | 15      | Was bedeutet passiv-aggressiv?                          | Passif-agressif                                       |
| 86    | 3       | 16      | Wie groß ist eine Klitoris?                             | Le mystère de la chambre rose                         |
| 87    | 3       | 17      | Das wahre Gesicht von großen Forschern                  | Psychiatrie des èrudits                               |
| 88    | 3       | 18      | Wie kann Iron Man in seiner Rüstung überleben?          | Iron cardiologie                                      |
| 89    | 3       | 19      | Kann man Dinos klonen?                                  | Cloner des dinos                                      |
| 90    | 3       | 20      | Warum ist nicht jeder fotogen?                          | La Non-photogénie                                     |
| 91    | 3       | 21      | Wie glaubwürdig sind Arztserien?                        | Séries médicales, encore                              |
| 92    | 3       | 22      | Kann man schlechte Gene einfach aussortieren?           | La Génétique facile                                   |
| 93    | 3       | 23      | Regieren Autopiloten die Welt?                          | Pilote automatique                                    |
| 94    | 3       | 24      | Punks der Wissenschaft                                  | Scientifiques punks                                   |
| 95    | 3       | 25      | Kann man Gene zwischen Mensch und Tier austauschen?     | Transfert de gène                                     |
| 96    | 3       | 26      | Atomversuch mit Ziege                                   | Chèvre atomique                                       |
| 97    | 3       | 27      | Was sind Pseudowissenschaften?                          | Pseudosciences                                        |
| 98    | 3       | 28      | Wie verläuft ein wissenschaftlicher Kongress?           | Congrès scientifique                                  |
| 99    | 3       | 29      | Was ist eigentlich ein Blob?                            | Le Blob                                               |
| 100   | 3       | 30      | Wie entsteht Schadenfreude?                             | Se réjouir du malheur d'autrui                        |
| 101   | 4       | 1       | Bei der Größe hört’s auf                                | The taille is the limit                               |
| 102   | 4       | 2       | Heißer Schweiß!                                         | Quoiqu’il en goutte !                                 |
| 103   | 4       | 3       | Jede Generation erinnert anders                         | Babyboomerie                                          |
| 104   | 4       | 4       | Wie kommt das Coronavirus bei uns rein?                 | La coronavirus                                        |
| 105   | 4       | 5       | Kindchenschema                                          | Beauty baby                                           |
| 106   | 4       | 6       | Aggression durch Videospiele?                           | Anger Game                                            |
| 107   | 4       | 7       | Homo augmentus                                          | Homo augmentus                                        |
| 108   | 4       | 8       | Was machen die ganzen Haare an Insekten?                | La pilosité des insectes                              |
| 109   | 4       | 9       | Skynet, die nicht intelligente KI                       | Skynet, l’inintelligence artificielle                 |
| 110   | 4       | 10      | KI mit Bewusstsein                                      | Déclics informatiques                                 |
| 111   | 4       | 11      | Cry Baby Cry                                            | Cry Baby Cry                                          |
| 112   | 4       | 12      | Das Baby ist immer unschuldig!                          | C’est pas moi, c’est l’évolution                      |
| 113   | 4       | 13      | Von Menschen und Maschinen                              | Des machines et des hommes                            |
| 114   | 4       | 14      | Der wahre Duft der Pflanzen                             | Les plantes se cachent pour pourrir                   |
| 115   | 4       | 15      | Überleben mit deinen eigenen Exkrementen                | Do it yourself corporel                               |
| 116   | 4       | 16      | Die Superkraft der Spucke                               | Bavissimo !                                           |
| 117   | 4       | 17      | Nimm das, Weihnachtsmann!                               | In your face, père Noël !                             |
| 118   | 4       | 18      | 20.000 Augen unter dem Meer                             | Vingt mille yeux sous les mers                        |
| 119   | 4       | 19      | Welche Autos für den Mond?                              | Space and furious                                     |
| 120   | 4       | 20      | Umgeben von Individualisten!                            | L’enfer, c’est les autres                             |
| 121   | 4       | 21      | Welches Recht gilt im Weltall?                          | Un crime sans gravité                                 |
| 122   | 4       | 22      | Atombombe auf Paris?                                    | Paris outragé, Paris brisé                            |
| 123   | 4       | 23      | Das wunderbare Leben der Bärtierchen                    | Heureux qui comme le tardigrade a fait un beau voyage |
| 124   | 4       | 24      | Der Monsterpilz                                         | Champi-zombie                                         |
| 125   | 4       | 25      | Gespräche mit Tieren                                    | Entretien avec un tapir                               |
| 126   | 4       | 26      | Ameisen für die Forschung                               | La recherche, un travail de fourmi                    |
| 127   | 4       | 27      | Kurzarmus Rex                                           | Petitmanus Rex                                        |
| 128   | 4       | 28      | Doggy supernose                                         | Sniff doogy dog                                       |
| 129   | 4       | 29      | Anatomie eines Falls … im Fußball                       | Anatomie d’une chute …dans le foot                    |
| 130   | 4       | 30      | Wie züchte ich mein eigenes Fleisch?                    | La Beauce, en steak                                   |